# Accident d'un Iliouchine Il-76 au Mali
L'accident d'un Iliouchine Il-76 malien a lieu le 23 septembre 2023 à Gao, pendant la guerre du Mali. La junte malienne garde le silence sur l'accident et ne communique aucun bilan. L'accident aurait fait 140 morts parmi les militaires maliens et les mercenaires russes du Groupe Wagner.

## Déroulement
Le 23 septembre, un avion Il-76 s'écrase à Gao après une sortie de piste, alors qu'il transportait des militaires maliens et des mercenaires russes du Groupe Wagner. 
Selon RFI, les photos montrent que l'appareil accidenté est un Iliouchine Il-76 : « C’est une première, car l’avion n’apparaissait pas jusqu’alors dans l’inventaire de l’armée de l’air malienne qui, officiellement, possède bien des Casa 295 de transport mais pas d’Ilyushin, un modèle beaucoup plus gros. [...] L’avion serait immatriculé Tango Zoulou 98 (TZ98). TZ est le code désignant la république du Mali sur les registres de l'Organisation de l'aviation civile International (OACI). Mais jusqu’alors, cet appareil n’avait été vu nulle part avec ce code. Peut-il alors s’agir d’un avion-cargo russe utilisé pour transporter les miliciens de Wagner, mais repeint aux couleurs de l’armée malienne afin de brouiller les pistes ? ».
Selon l’analyste aéronautique indépendant Gerjo, l’Il-76 qui s’est écrasé volait jusqu'au 13 septembre pour Sapsan Airlines, une compagnie de charter aérien du Kirghizistan, avec l’immatriculation EX-76007. Entre le 13 et le 23 septembre 2023, l’Il-76 aurait changé d’immatriculation et de propriétaire, pour finalement être intégré au sein de l’armée malienne.
Le bilan matériel et humain serait lourd, mais la junte garde le silence sur l'accident et ne communique aucun bilan. Le collectif All Eyes On Wagner, qui passe au crible les activités du groupe paramilitaire russe, évoque 140 morts,. L'AFP indique que selon une source militaire et les secours sur place, l'avion « appartenait à l'armée malienne et transportait notamment des militaires du groupe paramilitaire russe Wagner ». Une source aéroportuaire précise que « samedi soir, des blessés blancs ont été transportés par un autre avion vers une destination inconnue » et une source de l'AFP, proche des sapeurs-pompiers, déclare que « lors de l'arrivée des rescapés à Gao, il n'y avait presque que des soldats russes de Wagner ».
Une vidéo montre que les roues ont touché la piste alors qu'il ne restait que 700 à 900 m sur un total de 2 500 m. L'appareil transportait une voiture de patrouille blindée Norinco VP11 (en), en dotation dans l'armée malienne depuis mars 2023 qui s'est retrouvé sur le flanc a plusieurs mètres de la carlingue lors de l'accident.
Selon le journal Moskovski Komsomolets, qui désigne Alexander Mikhailovich Kotelnikov, un ancien pilote d'essai né le 17 novembre 1956 comme commandant de bord, une des hypothèses est qu'il a essayé de freiner brusquement. Et que les attaches de sa cargaison dont des explosifs, se sont détachées et, par conséquent, lorsque l'avion a heurté le ravin après la piste, il y a eu une explosion.

## Vidéographie
- Thomas Eydoux, Marceau Bretonnier, Elisa Bellanger et Cellule Enquête vidéo, Derrière le crash d’un avion de l’air malien, la présence probable de Wagner, Le Monde, 7 octobre 2023.